# Cinespaço
Cinespaço ou Espaço de Cinema é uma rede de cinemas brasileira, com sede na cidade de São Paulo, no estado homônimo, presente em seis cidades de quatro unidades da federação das regiões Sudeste e Sul. Atualmente, seu parque exibidor é formado por cinco complexos e 25 salas do Circuito Cinespaço; três complexos e seis salas, do Circuito Cinearte (dedicado exclusivamente ao cinema alternativo), totalizando oito complexos e 31 salas, média de 3,87 salas por complexo. Suas 5 548 poltronas perfazem uma média de 178,97 assentos por sala.

## História
O empresário Adhemar Oliveira, fundador da empresa, é um cineclubista da geração dos anos 80, tendo estabelecido diversos equipamentos cinematográficos pelo país nos últimos 30 anos.  Após passar pelo Cineclube Bexiga, de São Paulo e pelo Cineclube Macunaíma, no Rio de Janeiro,  tornou-se um dos fundadores do Cineclube Estação Botafogo,  que vira a ser o gérmen do futuro Grupo Estação, rede carioca especializada em cinemas de arte.
Após criar em 1993 o Espaço Unibanco de Cinema na Rua Augusta, em São Paulo, Adhemar deixou a participação no Grupo Estação e principiou a abertura da sua própria cadeia de cinemas, algumas delas com patrocínio dos antigos Banco Nacional, Unibanco e depois Itaú Unibanco.  Inovador, criou o conceito Arteplex, que combina o modelo multiplex com exibições de filmes do cinema alternativo e cinema de arte. Em novembro de 2001, a rede se associou à Liberdade Produções, rede de  cinema de arte instaladas na capital mineira e que administrava os cinemas Espaço Unibanco Belas  Artes, Espaço Unibanco Ponteio, Espaço Unibanco Nazaré e Cinemas Jardim, ampliando assim o seu circuito.

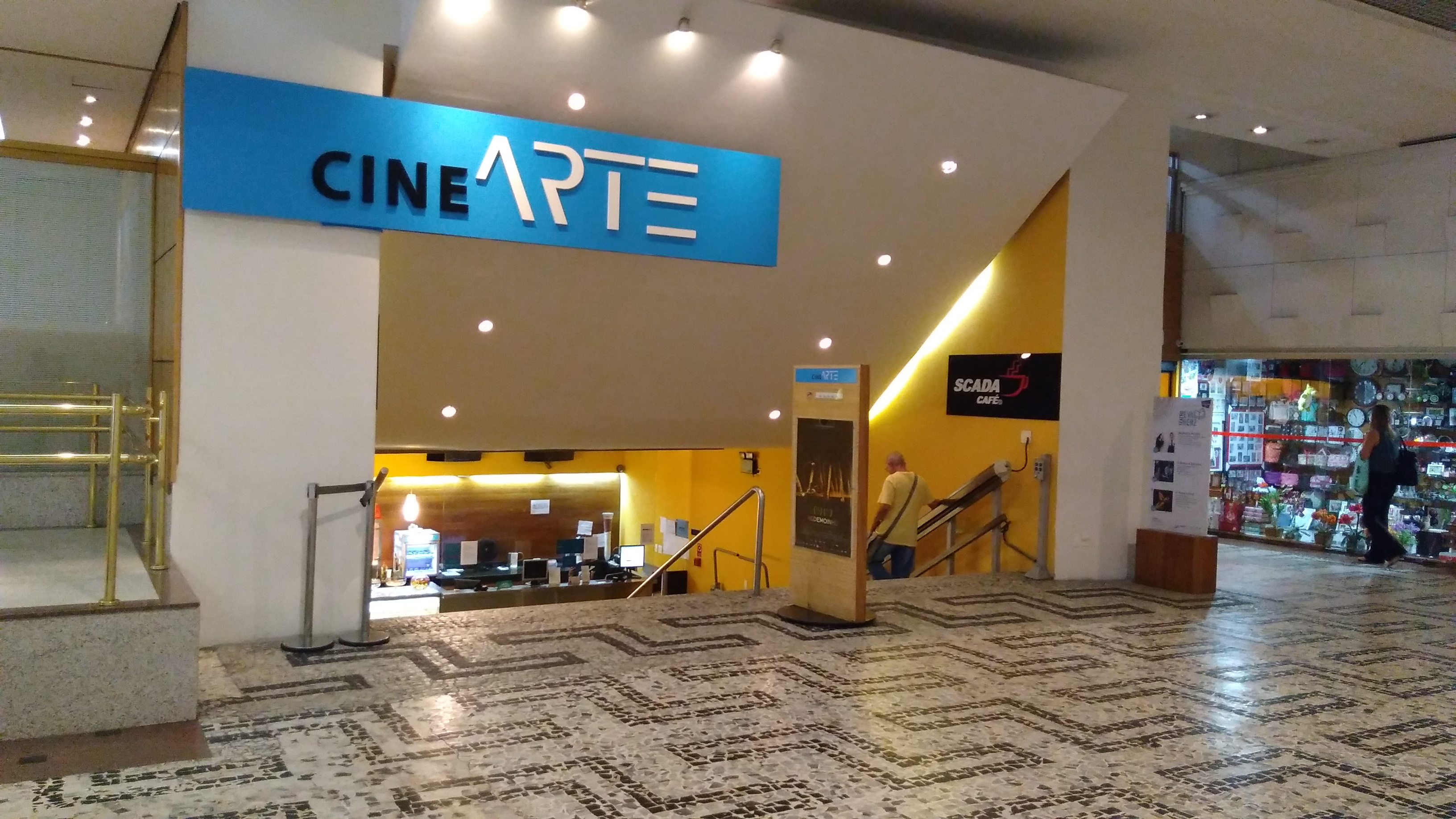
Vista da fachada do Cine Arte instalado no shopping Conjunto Nacional, em São Paulo, SP

Outra de suas inovações foi  criação dos projetos "Cinema na Escola" e "Clube do Professor", que exibe uma sessão por semana inteiramente gratuita para os professores cadastrados, também aberta para o público em geral.  O empresário foi responsável pela implantação da primeira  sala de cinema do modelo IMAX no Brasil, instalada no complexo do Shopping Bourbon Pompéia, que detém patrocínio do Itaú Unibanco e faz parte da rede Itaú de Cinemas.
Graças ao conceito Arteplex, muitas cinéfilos do país têm acesso a programação alternativa. No tocante à à digitalização da salas (processo de substituição dos projetores de película 35mm por equipamentos digitais), a empresa atingiu 27% de suas salas no primeiro trimestre de 2015, conforme informe de acompanhamento de mercado da ANCINE. Nesse mesmo período, de acordo com a agência governamental de cinema, alcançou o 10º lugar entre os maiores exibidores por número de salas. Parte do seu processo de expansão, nomeadamente os complexos abertos nas cidades de Florianópolis, São Gonçalo, Porto Alegre e Cotia foram financiados pelo BNDES, com recursos repassados do Fundo Setorial do Audiovisua l através do programa Cinema Perto de Você, criado pelo Governo Federal com o objetivo de expandir o parque exibidor brasileiro e levar a sétima arte à população brasileira.
Adhemar Oliveira permanece na direção do Cinespaço, que conta com o apoio dos diretores Patrícia Durães e Maurício Ramos. Além da sociedade com o Espaço Itaú de Cinema, é também proprietário do Circuito Cinearte, especializado na exibição de filmes alternativos. Ocupa também a função de primeiro vice-presidente da Associação dos Exibidores Brasileiros de Cinema de Pequeno e Médio Porte (AEXIB).

## Público
Abaixo a tabela de público e sua evolução de 2008 a 2015, considerando o somatório de todas as suas salas a cada ano e incluem também os números da rede Espaço Itaú de Cinema, uma vez que os dados não foram segregados. A variação mencionada se refere à comparação com os números do ano imediatamente anterior.
Os dados foram extraídos do banco de dados Box Office do portal de cinema Filme B, sendo que os números de 2014 e 2015 tem como origem o Database Brasil. Já os números de 2016 foram compilados do relatório "Informe Anual Distribuição em Salas Detalhado 2016", da ANCINE. Registra-se uma queda sistemática, desde 2012, que resultou em uma retração de -16,98% dos frequentadores.

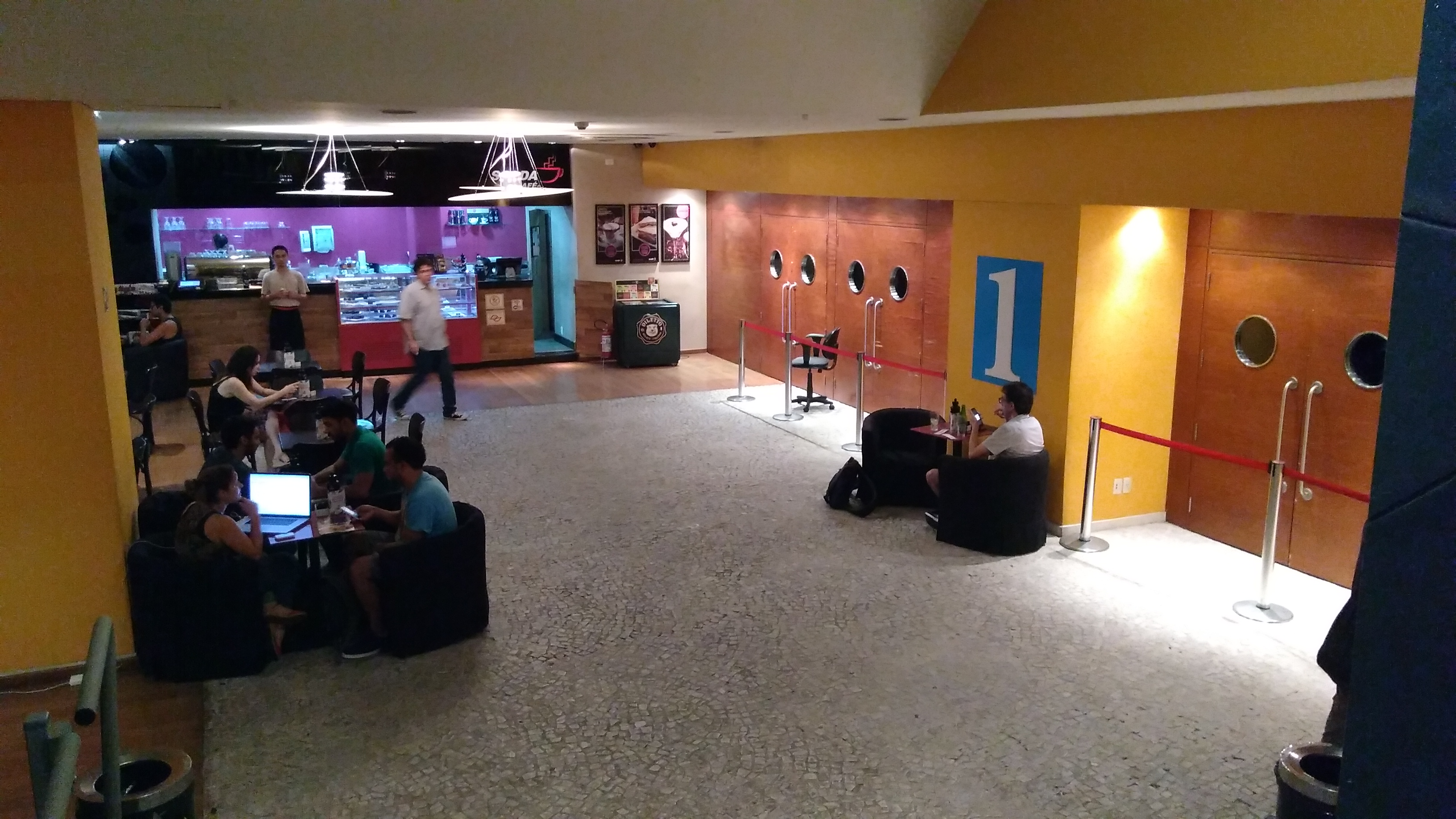
Foyer do café do Cine Arte instalado no shopping Conjunto Nacional, em São Paulo, SP

| Ano  | Público total | Ranking no país | Market Share | Variação |
| ---- | ------------- | --------------- | ------------ | -------- |
| 2008 | 3 114 940     | 7º              | 3,64%        | ano-base |
| 2009 | 4 324 662     | 7º              | 3,83%        | 38,84%   |
| 2010 | 4 928 223     | 7º              | 3,65%        | 13,96%   |
| 2011 | 5 931 298     | 7º              | 4,18%        | 20,35%   |
| 2012 | 6 591 054     | 5º              | 4,43%        | 11,12%   |
| 2013 | 6 555 222     | 6º              | 4,34%        | -0,54%   |
| 2014 | 6 184 638     | 7º              | 3,90%        | -5,65%   |
| 2015 | 6 177 241     | 7º              | 3,62%        | -0,12%   |
| 2016 | 5 472 135     | 9º              | 2,98%        | -11,41%  |